# František Sobol
František Sobol (* 26. srpna 1943) je bývalý český silniční motocyklový závodník.

## Závodní kariéra
V místrovství Československa startoval v letech 1969–1976. V celkové klasifikaci skončil nejlépe na třetím místě ve třídě do 50 cm³ v roce 1969, kdy byla tato třída poprvé vypsána. Jezdil na motocyklu Tatran. Nejlépe skončil na 2. místě závodu v Prievidzi v roce 1969.

## Umístění
- Mistrovství Československa silničních motocyklů
  - 1969 do 50 cm³ – 3. místo
  - 1970 do 50 cm³ – 11. místo
  - 1976 do 50 cm³ – 20. místo